# والتر كونينغ
والتر كونينغ (بالبولندية: Walter König)‏ هو مخترِع وجندي بولندي ونمساوي، ولد في 25 يونيو 1903 في Bielsko ‏ في بولندا، وتوفي في 26 فبراير 1966.